# La Coroneta
La Coroneta és una muntanya de 918 metres que es troba al municipi de Mont-ral, a la comarca de l'Alt Camp.